# رأس‌الغول
رأس‌الغول یا بتا برساوش یک ستاره درخشان چندستاره و یکی از نخستین غیر نواختر ستاره‌های متغیر کشف‌شده‌است که در صورت فلکی برساوش قرار دارد.
الگول یک سیستم سه ستاره است که شامل بتا پرسی Aa1، Aa2 و Ab است. در آن سیستم، β پرسی Aa1 گرم و پرنور است، اما β پرسی Aa2 بزرگ‌تر و خنک‌تر و کم‌نورتر است. این دو (β پرسی Aa۱ و β پرسی Aa2)؛ از دیدگاه زمینی، به‌طور منظم از مقابل یک‌دیگر می‌گذرند و ایجاد گرفت می‌کنند؛ بنابراین، قدر ظاهری در حدود ۲٫۱ معمولاً ثابت است، اما هر ۲٫۸۶ روز به‌طور مرتب در طول کسوف تقریبی، که تقریباً ۱۰ ساعت طول می‌کشد، به ۳٫۴ افت می‌کند.

## در اختربینی
از منظر آسترولوژی، رأس‌الغول از شوم‌ترین ستارگان است. بطلمیوس، الغول را با خشونت به‌ویژه مرگ به شیوهٔ قطع سر مرتبط دانسته‌است. جنگاوران عرب قرون وسطایی سعی می‌کردند اطمینان حاصل کنند که هیچ نبرد مهمی در زمان کم‌فروغی الغول آغاز نشود. در تقویم مصر باستان که حدود ۳٬۲۰۰ سال پیش تنظیم شده، الغول با روزهای خوش‌یُمن و بدیُمن مرتبط دانسته شده‌است.
راس‌الغول یکی از ۱۵ ستاره‌ای‌ست که در آسترولوژی کهن اروپایی و عربی، برای‌شان خواص جادویی متصور بوده‌اند.